# Benny Sings
Benny Sings, de son vrai nom Tim van Berkestijn, né en 1977 à Dordrecht aux Pays-Bas, est un musicien néerlandais. Il a sorti ses albums avec les labels Dox, Sonar Kollektiv et Stones Throw. Depuis 2003, il a produit neuf albums. Son troisième album, « Benny…at Home », a reçu l’éloge de la critique internationale. Sa musique, facilement reconnaissable, est empreinte de soul, de hip-hop, de rock indépendant ou encore de jazz. Depuis le début de sa carrière, il a notamment collaboré avec les musiciens Rex Orange County, Mocky, The Free Nationals et Mac Demarco.

## Biographie
Tim van Berkestijn naît en 1977. Il grandit dans la ville de Dordrecht aux Pays-Bas, où il fonde son premier groupe, The Loveboat, tandis qu’il est encore au lycée. Il se rend par la suite au conservatoire royal de La Haye où il étudie la sonologie.
Depuis 1999, Benny joue de la basse dans le groupe de hip-hop Abstract Dialect ainsi que produit et compose avec le groupe de soul Heavenly Social, faisant figurer Miss Dee. De plus, il fait partie du collectif de hip-hop hollandais, De Toffen.

## Discographie
Albums studio
- Champagne People (2003)
- I Love You (Live At The Bimhuis) (2005)
- Benny... at home (2007)
- ART (2011)
- The Best of Benny Sings (2012)
- Studio (2015)
- City Pop (2019)
- Music (2021)
- Young Hearts (2023)

### Champagne People
1. Twist you around
2. Party
3. Unconditional love
4. N.U.
5. Melissa Davis
6. We ain’t going nowhere
7. Together
8. Style beats liberationfronts
9. Dust
10. Champagne People ft. Floor van Berkestijn

### I Love You
1. Little Donna
2. Below the Waterfall
3. New Bed
4. So Light
5. Yours
6. No More Drinks
7. Follow The Light
8. Get There
9. Me and My Guitar
10. Make a Rainbow

### ART[edit]
1. Big Brown Eyes
2. Can We Try
3. Honey Bee
4. Realize
5. All We Do For Love
6. This Is a Samba
7. Dreams
8. Each Other
9. Downstream

Bonustracks:
1. Big Brown Eyes (radio edit)
2. One II

### The Best Of Benny Sings
1. Twist You Around
2. Style Beats Liberation Fronts
3. Champagne People
4. Little Donna
5. Get There
6. Make A Rainbow
7. Coconut
8. Let Me In
9. I Can’t Help Myself
10. Big Brown Eyes (Original version)
11. All We Do For Love
12. Can You Believe It’s Magic
13. Some Day (Benny’s version)
14. Little Things

Bonus tracks: First recordings for the upcoming 5th album
1. Rebuilding The Omega Man
2. Fake Love

### Studio
1. Straight Lines
2. My Favorite Game
3. Whose Fault
4. Start (Part 1)
5. Beach House
6. You And Me feat. GoldLink
7. Don't Make Me Dance
8. Black And Blue
9. Shoe Box Money feat. Mayer Hawthorne
10. One Of These Hearts

### City Pop
1. Everything I Know
2. Familiar
3. Not Enough
4. Nakameguro feat.Faberyayo
5. Duplicate feat.Mocky
6. Late At Night
7. Summerlude
8. So Far So Good
9. Dreamin'
10. My World feat.Cornelius
11. Softly (Tokyo)